# Wilhelm His (Mediziner, 1831)

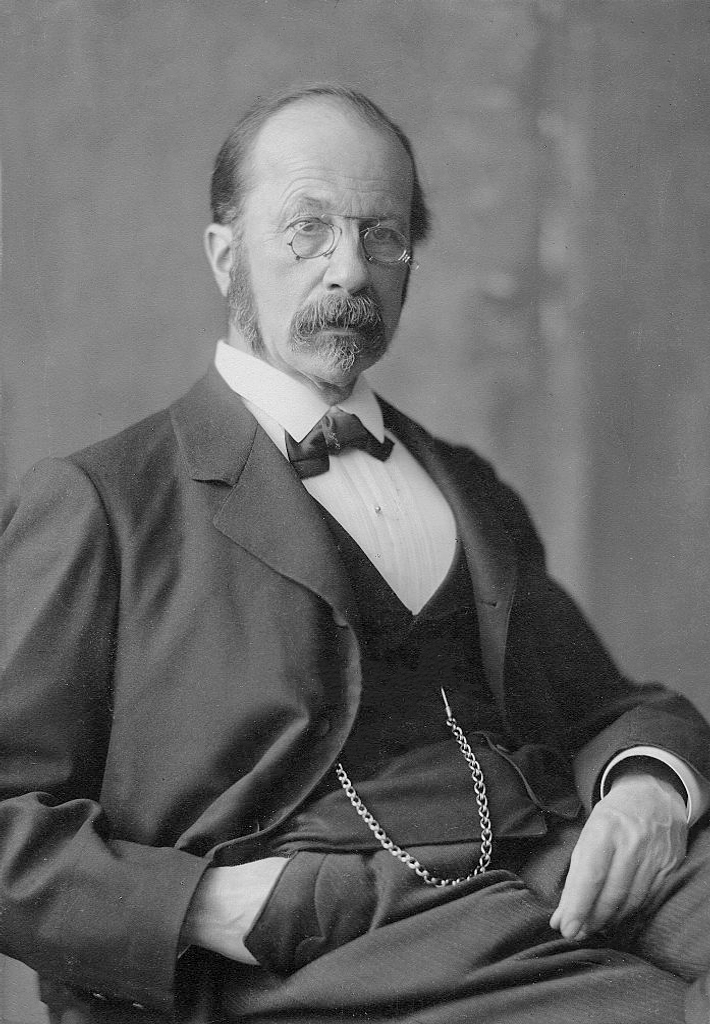
Wilhelm His, um 1900

Wilhelm His (* 9. Juli 1831 in Basel; † 1. Mai 1904 in Leipzig) war ein schweizerisch-deutscher Anatom und einer der bedeutendsten Neuroanatomen seiner Zeit sowie Mitbegründer der Embryologie.

## Leben
Wilhelm His (der Ältere) stammte aus einer angesehenen Patrizierfamilie und studierte in Basel, Berlin (bei Johannes Peter Müller und Robert Remak), Würzburg (bei Rudolf Virchow und Albert von Kölliker), Bern, Prag und Wien Medizin. 1854 wurde er promoviert, 1856 habilitierte er sich in Basel.
1857 wurde er mit 26 Jahren ordentlicher Professor für Anatomie und Physiologie in Basel. 1872 folgte er einem Ruf an die Universität Leipzig als Ordinarius für Anatomie. Er konzipierte ein neues anatomisches Institutsgebäude, das drei Jahre später fertiggestellt wurde und noch heute die Leipziger Anatomie beherbergt. 1877/78, 1883/84, 1887/88 und 1898/99 war er Dekan, 1882 Rektor der Universität Leipzig. Für seine wissenschaftlichen Verdienste wurde er 1880 in die Leopoldina gewählt. 1893 wurde er als korrespondierendes Mitglied in die Preußische Akademie der Wissenschaften aufgenommen. Auch der Königlichen Physiographischen Gesellschaft in Lund (seit 1874), der Königlich Sächsischen Gesellschaft der Wissenschaften zu Leipzig (seit 1875), der Königlichen Gesellschaft der Wissenschaften in Uppsala (seit 1885), der Russischen Akademie der Wissenschaften (seit 1885), der Königlich Schwedischen Akademie der Wissenschaften (seit 1892) und der Royal Society of Edinburgh (seit 1900) gehörte er an. 1891 war er Vorsitzender der Gesellschaft Deutscher Naturforscher und Ärzte. 1897 wurde er Ehrendoktor der Universität Leipzig.
Zu den Schülern des Anatomen und Geheimrats in Leipzig gehörte Ferdinand Sauerbruch.
Seine Söhne waren der Internist Wilhelm His (der Jüngere) und der Rechtshistoriker Rudolf His. Sein Neffe war der Mediziner und Physiologe Friedrich Miescher.

## Werk
His betrieb von 1880 bis 1894 embryologische Studien.
Er entwickelte die Wachsplattentechnik, mit der man dreidimensionale Rekonstruktionen von Embryonen herstellen konnte. Er war ein Pionier auf dem Gebiet der Gewebeschneidetechnik und entwickelte das Mikrotom weiter.
His forschte vor allem auf dem Gebiet der Embryologie des Zentralnervensystems und entdeckte die Neuroblasten. Aufgrund seiner Studien warf er Ernst Haeckel in der Embryonenkontroverse wiederholt vor, Embryonen falsch gezeichnet zu haben, um das von Haeckel so genannte Biogenetische Grundgesetz plausibler darstellen zu können. Diese Kritik wird heute von Kreationisten als Beleg gegen die Evolutionstheorie umgedeutet. His wird mit ab 1875 dazu durchgeführten Arbeiten als einer der Begründer der Entwicklungsmechanik angesehen.
Er entdeckte 1883, dass jede Nervenfaser ihren Ursprung in einer einzigen Nervenzelle hat. His legte damit ein Fundament zu der Neuronentheorie.
Verdient hat er sich auch um die anatomische Nomenklatur gemacht, die sogenannte Basler Nomenklatur (BNA) geht vor allem auf seine Initiative zurück.
Bedeutend war His auch für den Aufbau der anatomischen Sammlung in Leipzig, die heute noch Präparate aus seiner Zeit besitzt. Zusammen mit dem Bildhauer Steger fertigte er Gipsabgüsse anatomischer Präparate an („His-Steger-Modelle“).
His war auch beteiligt an der Identifizierung der Gebeine von Johann Sebastian Bach. Gemeinsam mit dem Leipziger Professor für Zahnheilkunde, Friedrich Louis Hesse (1849–1906), analysierte er Bachs Schädel nach der Welcker-Profilmethode.

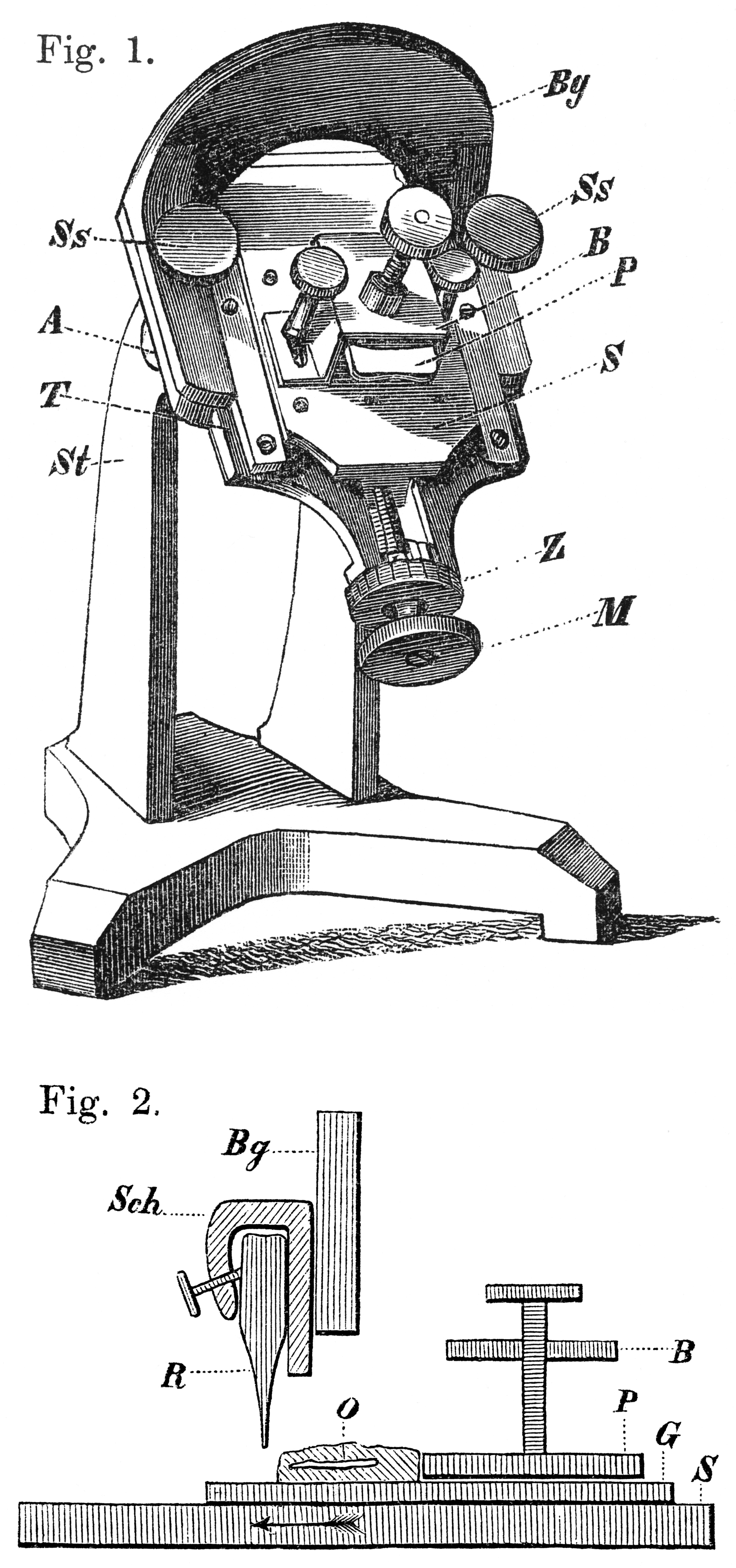
His-Mikrotom (1870)
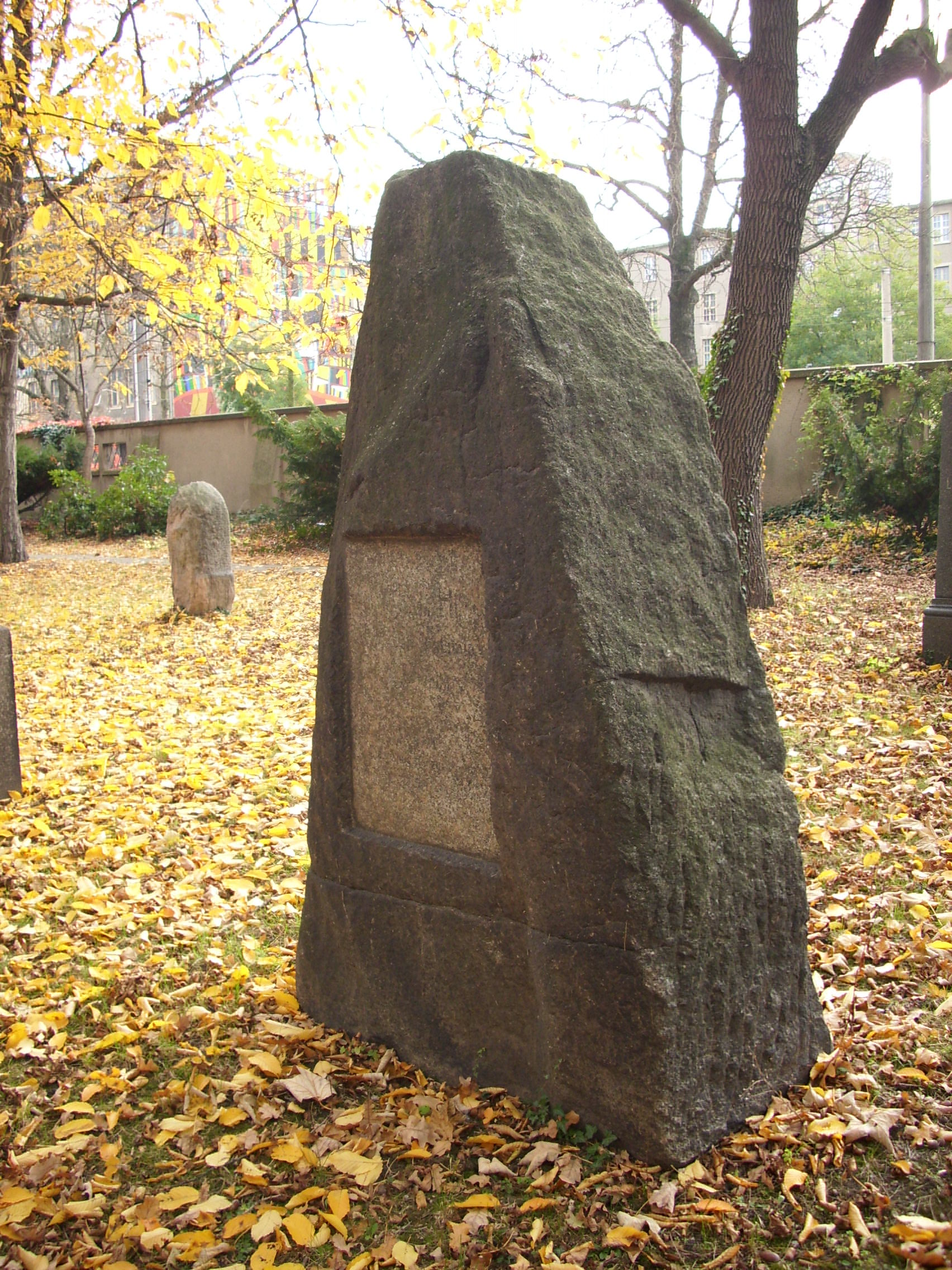
Grabstein von Wilhelm His
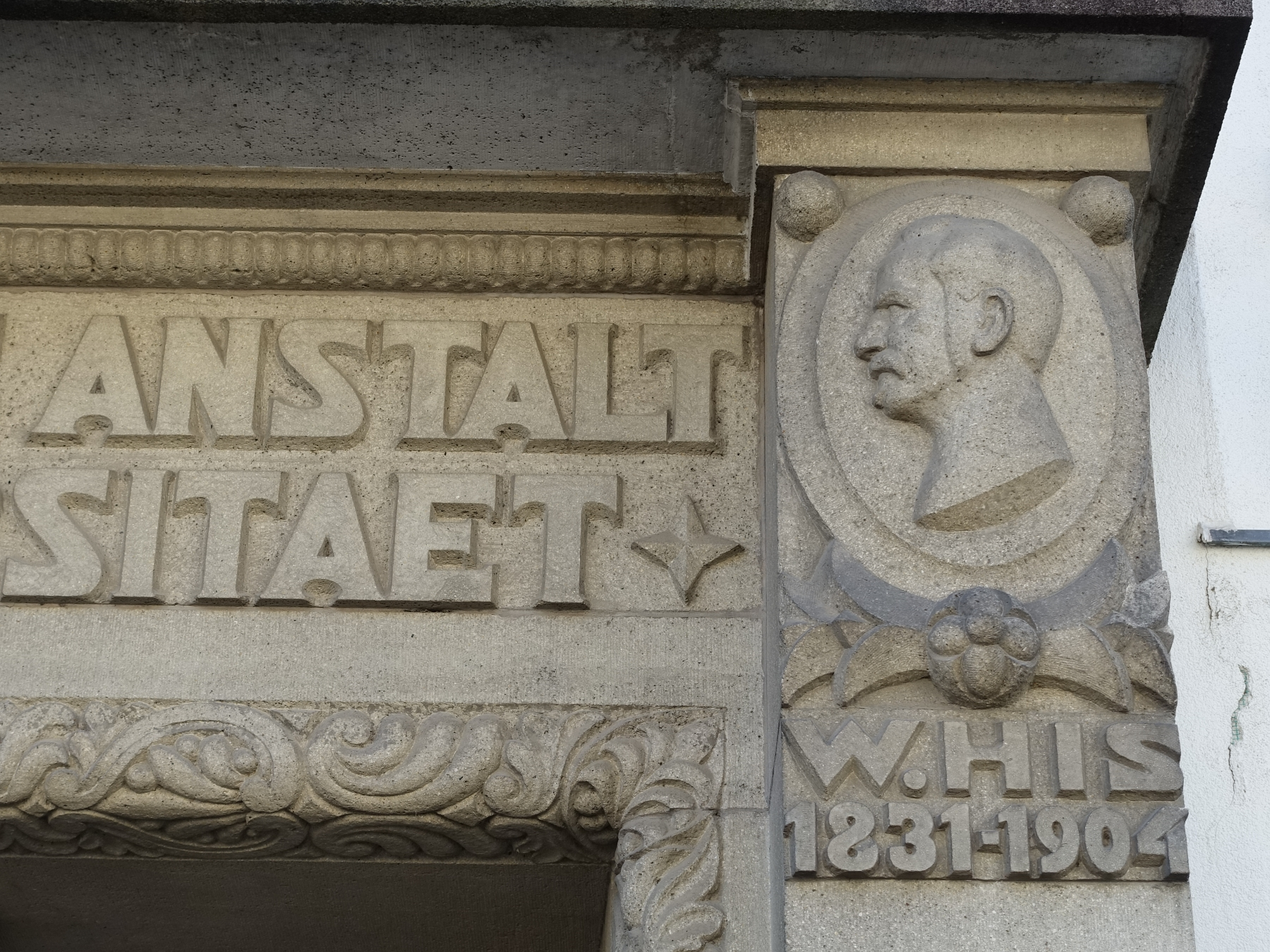
Anatomisches Museum Basel ehemals Anatomische Anstalt Basel